# Kværs Sogn
Kværs Sogn (dt.: Quars) ist eine Kirchspielsgemeinde (dän.: Sogn)  in Nordschleswig im südlichen Dänemark. Ursprünglich gehörte sie zur Harde Lundtoft Herred im damaligen Aabenraa-Sønderborg Amt und schloss sich bereits 1968 mit zwei Nachbarkirchspielen zur Gråsten Kommune zusammen, die nach der Kommunalreform 1970 zum neu entstandenen Sønderjyllands Amt gehörte. Die Kommune ging im Zuge der Kommunalreform zum 1. Januar 2007 in der „neuen“  Sønderborg Kommune in der Region Syddanmark auf.

## Gemeindegebiet
Kværs, eine der kleinsten Gemeinden in Nordschleswig, liegt im Westteil des Sundeved (dt.: Sundewitt), der Halbinsel zwischen Aabenraa Fjord (dt.: Apenrader Förde), Als Sund (dt.: Alsensund) und Flensburger Förde. Das Land ist fruchtbar und war früher von großen Adelsgütern beherrscht.
Nachbargemeinden sind Felsted Sogn (dt. Feldstedt), Gråsten-Adsbøl Sogn (dt.: Gravenstein-Atzbüll), Rinkenæs Sogn (dt. Rinkenis) und Holbøl Sogn (dt. Holebüll).
Heute leben 969 Menschen in der Gemeinde, davon 380 im Gemeindezentrum (Stand 1. Januar 2023).

## Geschichte
Kværs wurde 1360 als Qwersse und 1377 als Quertze erstmals erwähnt. Der Name ist zusammengesetzt aus dem altdänischen Adjektiv kwær „ruhig“ und dem Nomen sø „See“. Kværs bedeutet also „der ruhige See“, was sich auf einen früheren See (heute ein Feuchtgebiet) westlich des Ortes bezieht.
Seitdem die ursprünglich landesherrliche Burg Søgård (dt. Seegaard) im 14. Jahrhundert verpfändet und dann dauerhaft in adelige Hände kam, beherrschten große Güter, meist im Verbund mit Søgård, die Bewohner der Gemeinde. In der Gemeinde selbst entstand der Meierhof Laygaard, der 1725 nach dem Konkurs von Søgård-Gråsten selbständig wurde. Erst 1853 wurden alle Güter in diesem Bereich wieder zur ursprünglichen Lundtoftharde zusammengefasst, die fortan ein einheitlicher Rechtsdistrikt war und dem Amt Apenrade unterstand.
1867 fiel das Herzogtum Schleswig an Preußen. Das Amt Apenrade wurde bei fast ungeänderten Grenzen zum Kreis Apenrade umgewandelt. Quars und Törsbüll wurden ebenso wie der Gutsbezirk Laygaard eigenständige Gemeinden. Ab 1889 gehörten Quars und Törsbüll zum Amtsbezirk Rinkenis, während Laygaard trotz geringer Größe seinen eigenen Amtsbezirk bildete. Nach der Volksabstimmung in Schleswig 1920 wurde die Gemeinde dänisch und bildete wieder eine eigene Kirchspielsgemeinde im neu errichteten Åbenrå Amt. Noch vor der großen Kommunalreform 1970 schloss sie sich 1968 mit Rinkenæs und Gråsten zusammen.

## Wirtschaft und Verkehr
Kværs liegt etwas abseits der Hauptverkehrswege und ist landwirtschaftlich strukturiert. Zwar führt die elektrifizierte Bahnstrecke Sønderborg–Tinglev von Tinglev (dt. Tingleff) nach Sønderborg durch die Gemeinde, aber der Bahnhof Tørsbøl (deutsch Törsbüll) liegt seit 1975 still, ebenso wie die Nachbarstationen Lundtoft und Rinkenæs. Nächste Bahnhöfe sind im Westen Kliplev (deutsch Klipleff) und im Osten Gråsten. Der Streckenabschnitt Tørsbøl–Padborg der ursprünglichen Verbindung Flensburg–Sønderborg wurde bereits 1932 aufgegeben.

## Sehenswürdigkeiten
Die Kirche von Kværs ist eine turmlose romanische Feldsteinkirche mit einem freistehenden Holzglockenturm (Glockenstapel) vom Ende des 12. Jahrhunderts.
Der ehemalige „Küsterhof“ mit Unterkunft des Kirchendieners neben der Kirche, der zwei Schulräume enthielt, steht als begehbares Denkmal im Freilichtmuseum Molfsee – Landesmuseum für Volkskunde in Molfsee bei Kiel.

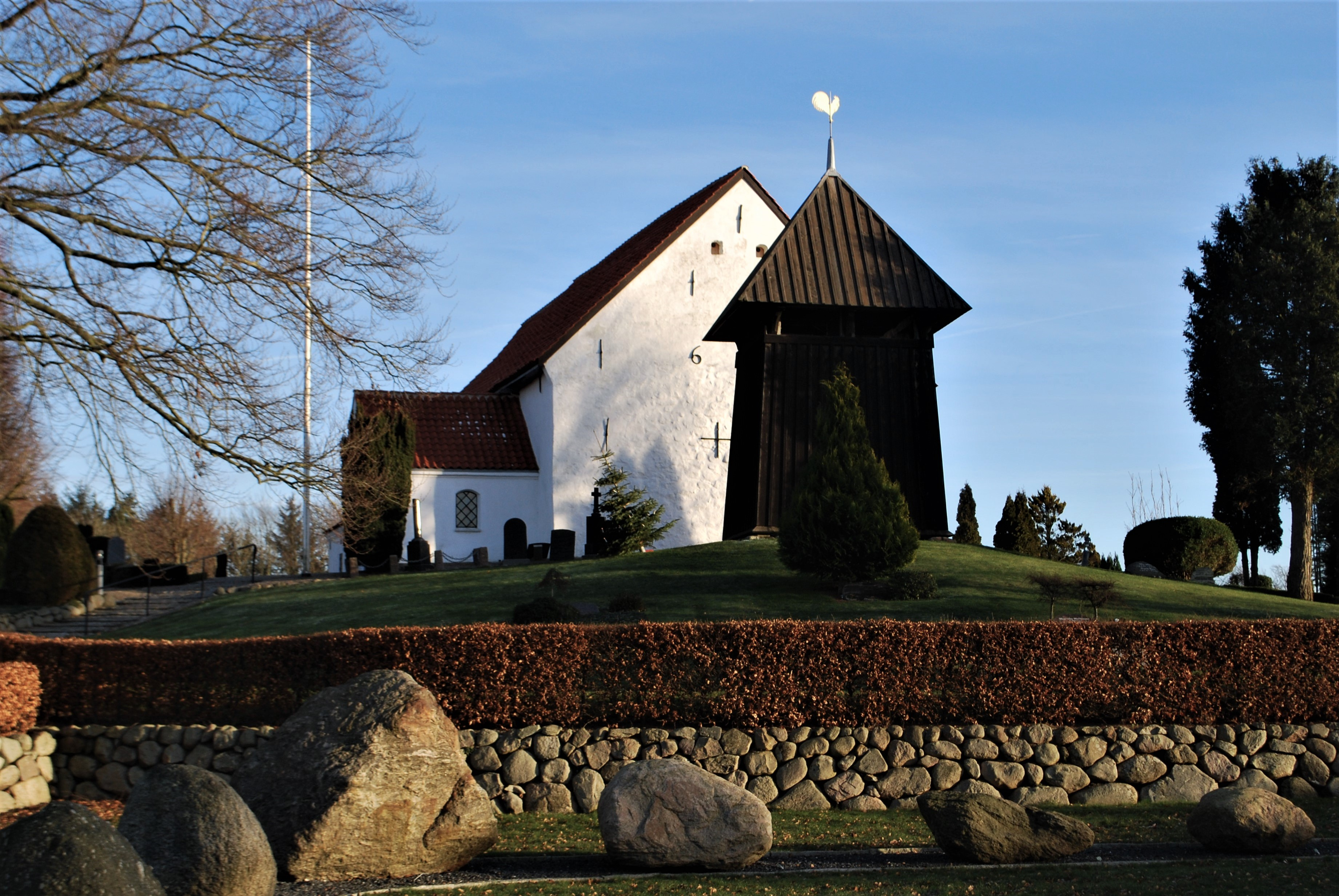
Die Kirche von Kværs
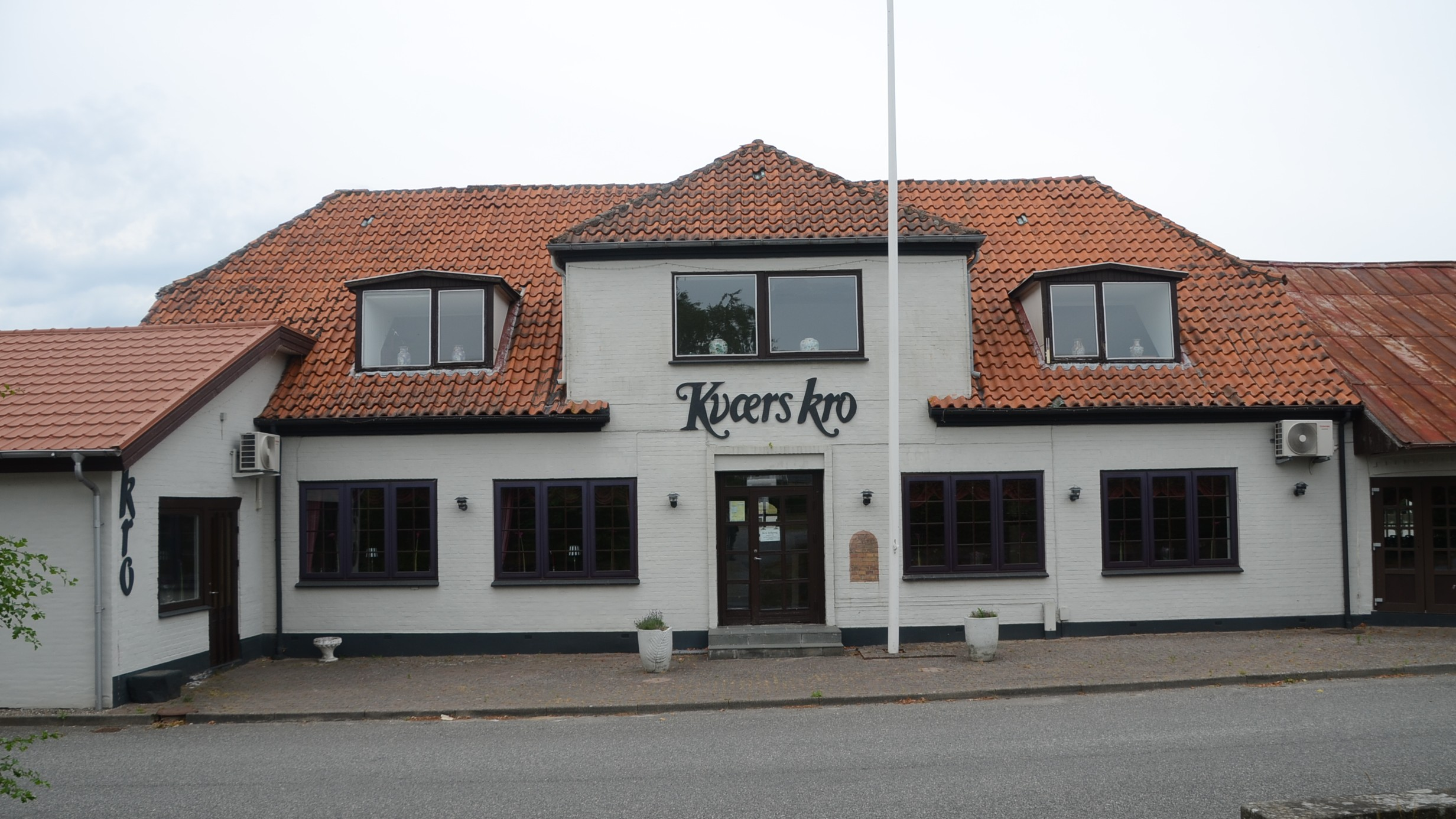
Das Wirtshaus Kværs Kro
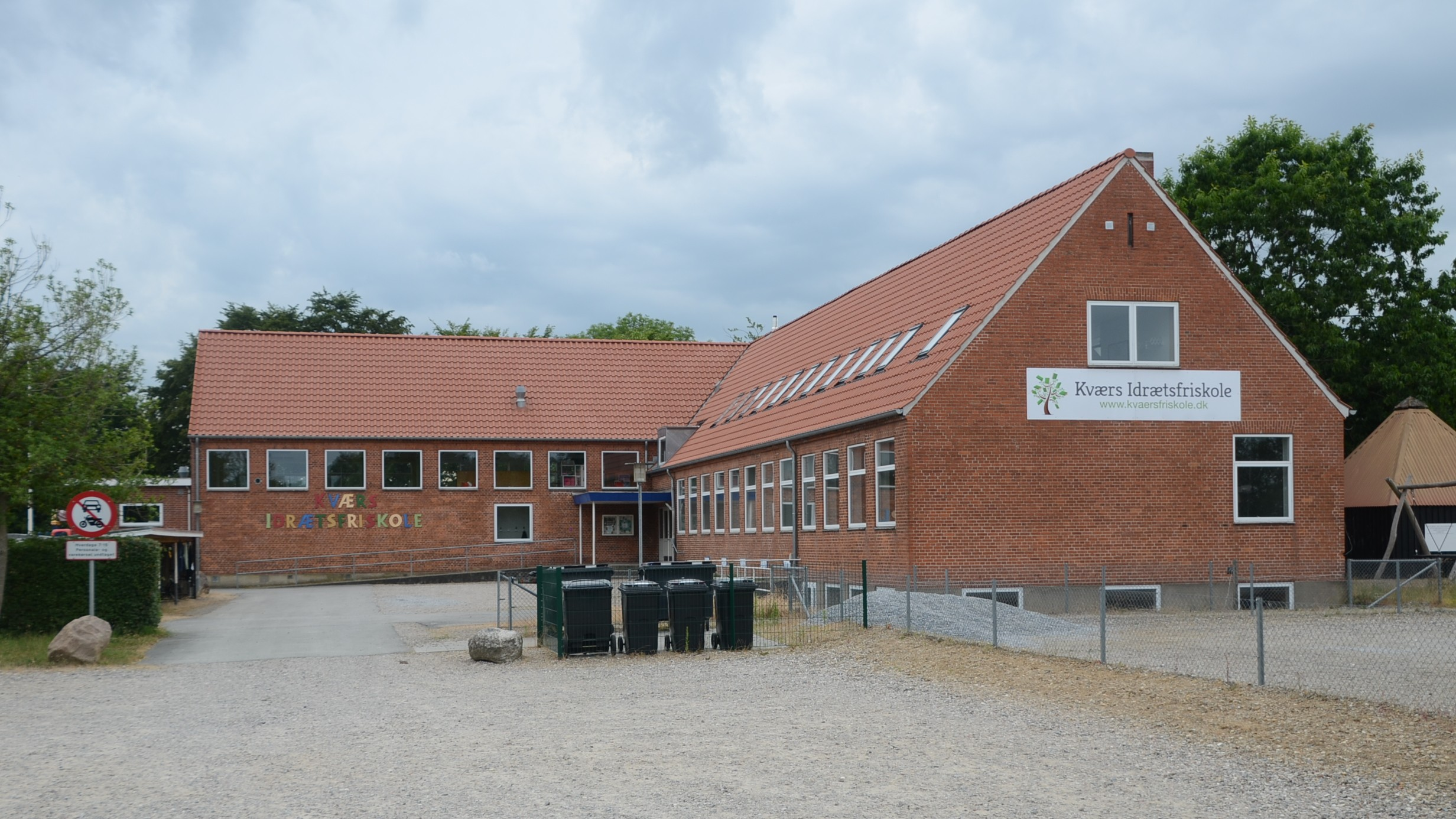
Die Privatschule Kværs Idrætsfriskole
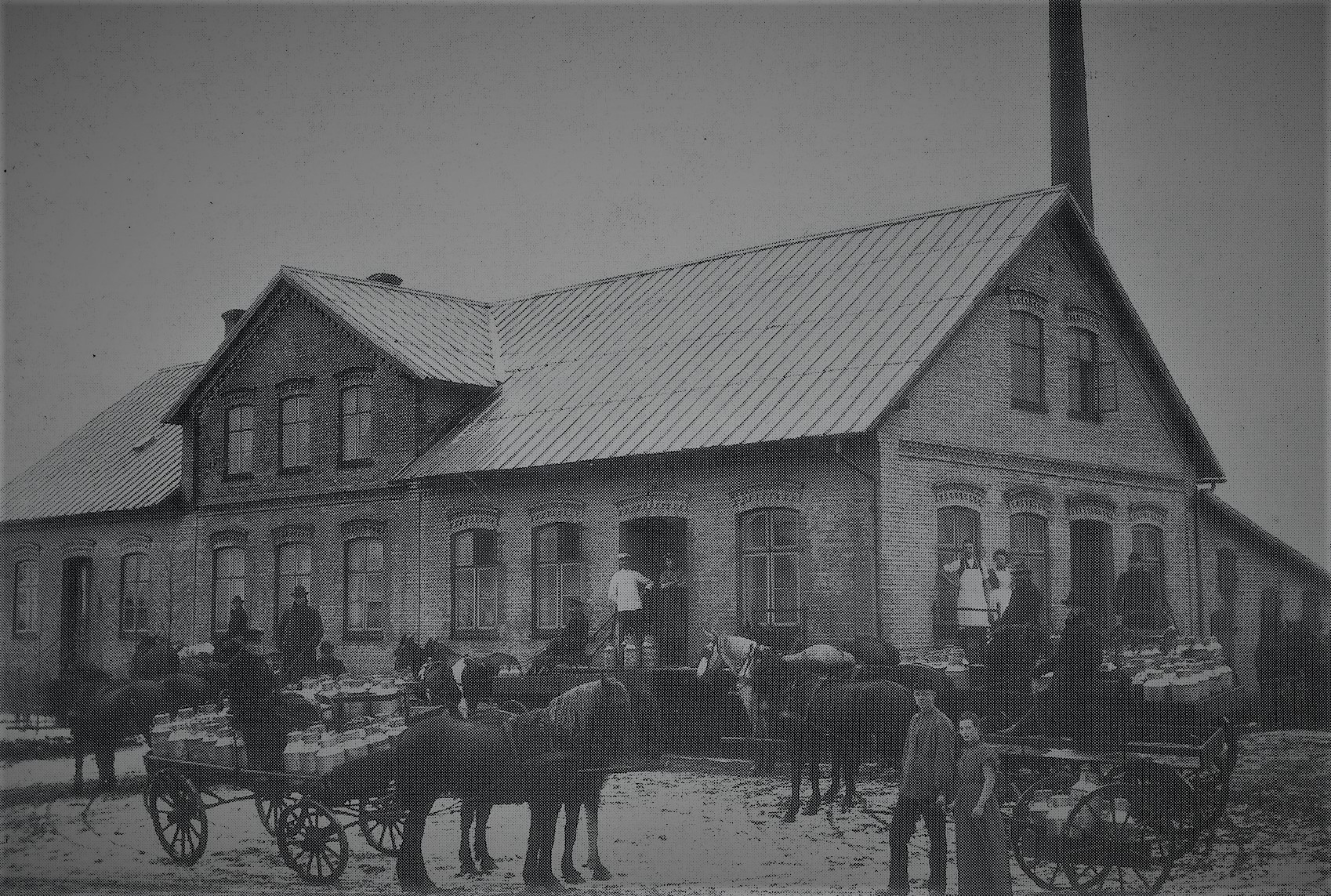
Die Anteilsmeierei (d. h. gemeinsame Molkerei) in Kværs um 1910
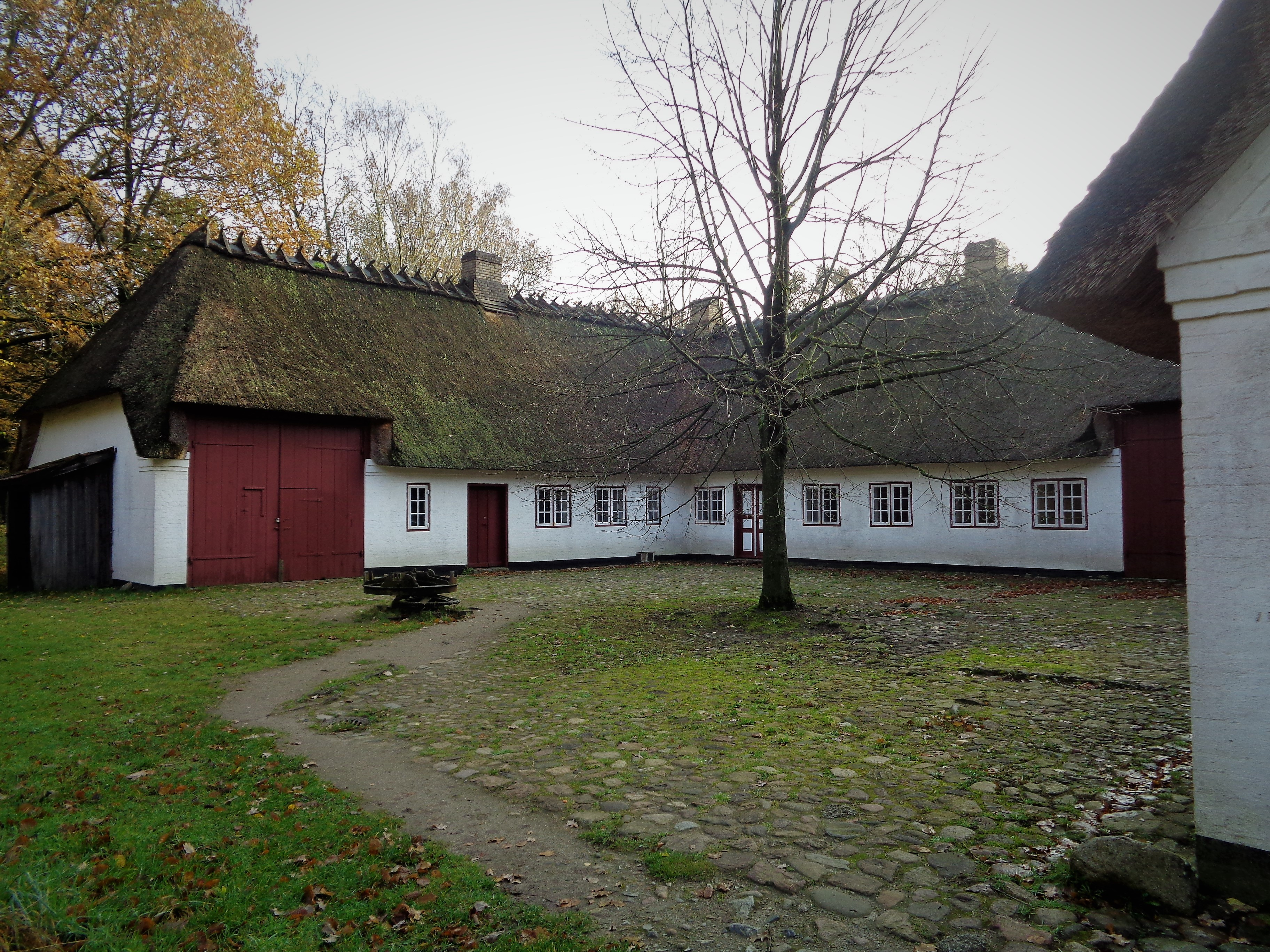
Der Küsterhof, heute im Museum Molfsee